# Federação Árabe do Iraque e Jordânia
A Federação Árabe do Iraque e Jordânia foi um país de curta duração que se formou em 1958 a partir da união do Iraque e da Jordânia. Embora o nome implique uma estrutura federal, foi de facto uma confederação.
A Federação foi criada em 14 de fevereiro de 1958, quando o rei Faiçal II e seu primo, o rei Hussein da Jordânia, procuraram unir os dois reinos Hachemitas, como uma resposta à formação da República Árabe Unida. A união durou apenas seis meses, sendo oficialmente dissolvida em 2 de agosto de 1958, após Faiçal ser deposto por um golpe militar em 14 de julho.